# Winter X Games XXIII
Winter X Games XXIII (X Games Aspen 2019) blev afholdt fra d. 24. januar til d. 27. januar 2019 i Aspen, Colorado, USA.

## Medaljeoversigt

### Ski

#### Mænd
|            | Guld          | Guld  | Sølv             | Sølv  | Bronze         | Bronze |
| ---------- | ------------- | ----- | ---------------- | ----- | -------------- | ------ |
| Big Air    | Birk Ruud     | 89.00 | Alex B.-Marchand | 87.00 | James Woods    | 82.00  |
| Slopestyle | Alex Hall     | 95.66 | Alex B.-Marchand | 92.66 | Ferdinand Dahl | 80.33  |
| SuperPipe  | Alex Ferreira | 92.66 | David Wise       | 90.33 | Nico Porteous  | 89.00  |

#### Kvinder
|            | Guld             | Guld  | Sølv          | Sølv  | Bronze         | Bronze |
| ---------- | ---------------- | ----- | ------------- | ----- | -------------- | ------ |
| Big Air    | Mathilde Gremaud | 83.00 | Johanne Killi | 80.00 | Kelly Sildaru  | 79.00  |
| Slopestyle | Kelly Sildaru    | 99.00 | Sarah Höfflin | 90.00 | Maggie Voisin  | 87.66  |
| SuperPipe  | Cassie Sharpe    | 94.00 | Kelly Sildaru | 92.33 | Rachael Karker | 86.33  |

### Snowboard

#### Mænd
|              | Guld                        | Guld                        | Sølv             | Sølv        | Bronze        | Bronze      |
| ------------ | --------------------------- | --------------------------- | ---------------- | ----------- | ------------- | ----------- |
| Big Air      | Takeru Otsuka               | 88.00                       | Mark McMorris    | 85.00       | Sven Thorgren | 76.00       |
| Slopestyle   | Mark McMorris               | 96.00                       | Rene Rinnekangas | 94.00       | Mons Røisland | 91.33       |
| SuperPipe    | Scotty James                | 94.00                       | Yuto Totsuka     | 90.00       | Danny Davis   | 83.66       |
| Knuckle Huck | Fridtjof Sæther Tischendorf | Fridtjof Sæther Tischendorf | ikke uddelt      | ikke uddelt | ikke uddelt   | ikke uddelt |

#### Kvinder
|            | Guld                 | Guld  | Sølv                 | Sølv  | Bronze         | Bronze |
| ---------- | -------------------- | ----- | -------------------- | ----- | -------------- | ------ |
| Big Air    | Laurie Blouin        | 77.00 | Zoi Sadowski-Synnott | 77.00 | Jamie Anderson | 67.00  |
| Slopestyle | Zoi Sadowski-Synnott | 91.00 | Hailey Langland      | 90.66 | Enni Rukajärvi | 84.66  |
| SuperPipe  | Chloe Kim            | 84.00 | Queralt Castellet    | 80.00 | Cai Xuetong    | 72.66  |

#### Special Olympics
| Disciplin            | Guld                   | Sølv                            | Bronze                          |
| -------------------- | ---------------------- | ------------------------------- | ------------------------------- |
| Unified Snowboarding | Henry Meece Chris Klug | Scotty Lago Juan Guentrutrsipai | Mike Schultz Christopher Perdue |

### Snowmobile
|                      | Guld          | Guld       | Sølv                | Sølv            | Bronze        | Bronze       |
| -------------------- | ------------- | ---------- | ------------------- | --------------- | ------------- | ------------ |
| Snowmobile Freestyle | Daniel Bodin  | 91.66      | Brett Turcotte      | 90.66           | Justin Hoyer  | 87.33        |
| BikeCross            | Cody Matechuk | 10:31.387  | Jesse Kirchmeyer    | 10:35.832       | Brock Hoyer   | 10:37.153    |
| Adaptive BikeCross   | Mike Schultz  | 5:07:241   | Tyler Brandenburger | -22.211         | Kevin Royston | -26.226      |
| Snow Bike Best Trick | Rob Adelberg  | 91.00      | Brett Turcotte      | 89.66           | Ethen Roberts | 89.00        |
| Snow Bike Hill Climb | Logan Mead    | Logan Mead | Travis Whitlock     | Travis Whitlock | Jake Anstett  | Jake Anstett |